# 怀特气腔猎龙属
怀特气腔猎龙（属名：Vectaerovenator，意为“怀特岛的气腔猎人”，命名自该属椎骨中的气腔）是一属坚尾龙类兽脚亚目恐龙，生存于早白垩世的英国，仅含有一个物种：意外怀特气腔猎龙（Vectaerovenator inopinatus）；正模标本由三件化石组成，即IWCMS 2020.400、2020.407和2019.84，含两节前段背椎、一节颈椎和一节中段尾椎，在2019年收集于英国南部怀特岛阿普第阶的铁质砂岩中。比较解剖学分析表明，本属与斑龙超科、鲨齿龙类和一些虚骨龙类具有相同的平行演化特征，不能可靠定位于坚尾龙类地位未定物种以外，但具有足够多的自衍征，可以视为有效属。

## 发现与命名
2019年，化石猎人罗宾·沃德（Robin Ward）在拜访家人时首次发现怀特气腔猎龙化石；同时，詹姆斯·洛克耶（James Lockyer）亦发现其化石，而保罗·法雷尔（Paul Farrell）也收集了四块椎骨。克里斯·巴克（Chris Barker，这项研究的组织者之一）在对骨骼进行分析之后将其确认为一个新物种，并命名为意外怀特气腔猎龙（Vectaerovenator inopinatus）。属名意为“怀特岛的气腔猎人”，因为在复原的椎骨中发现大量气腔。后来又发现更多疑似材料，这些新发现的化石最终可能被送往博物馆，在那里可对其进行研究。从化石时期和发现地点的一致性及四块椎骨的相似性可进一步确认已发现的材料属于同一个体。

## 描述
2020年，巴克及其同事在描述怀特气腔猎龙时根据椎骨长度推测正模标本长约4（13英尺），并且其尺寸可能因个体而异。然而，作者还指出，从已知材料中的骨缝来看该个体并未发育成熟，成年后的体型会比估计尺寸稍大。根据四块椎骨的整体形状确认至少一块椎骨位于颈部，两块位于背部上段，还有一块位于尾部。

## 分类
由于已知材料非常零碎，因此尚不清楚这种恐龙的分类地位。怀特气腔猎龙最初被视为一种大盗龙类，但作者暂时将其恢复为疑似基础的暴龙超科，尽管该做法也存在一定程度的不确定性，因为它很容易被归入异特龙超科或斑龙超科。本属是英国生存年代最晚的兽脚亚目分类单元（除一些未确认的牙齿外）。